# Diffushimaidhoo
Pour les articles homonymes, voir Dhiffushi.
Diffushimaidhoo est une petite île inhabitée des Maldives. Elle résulte de la réunion en une de deux anciennes îles, Maidhoo (au nord) et Diffushi (au sud). L'île apparaît aussi dorénavant liée à celles de Raiyruhhuraa et Selhlhifushi.

## Géographie
Diffushimaidhoo est située dans le centre des Maldives, à l'Est de l'atoll Faadhippolhu, dans la subdivision de Lhaviyani. 